# 전진우 (축구 선수)
전진우(全晉旴, 1999년 9월 9일~)는 대한민국의 축구 선수로 현재 전북 현대 모터스에서 공격수로 활동 중이며 2022년 1월 전세진에서 전진우로 개명하였다.

## 어린 시절
경기도 구리시에서 태어났으며 초등학교 1학년 때 담임 선생님의 영향으로 축구를 시작하였다. 이후 초등학교 4학년 때 부양초등학교로 전학하면서 축구 선수 생활을 본격적으로 시작하였다. 초등학교 6학년이던 2011년에는 제3회 수원컵 유소년 축구 페스티벌에 참가하였고, 대회에서 총 8골을 득점하며 득점왕에 올랐고 팀에 우승을 안겼다. 이어 당해 여름에 열린 화랑대기 전국 유소년 축구대회에도 참가하여 그룹별 우승을 차지하였고 8골을 기록하며 득점왕에 올랐으며, 여기서 보인 뛰어난 경기력으로 인해 다수의 중학교 축구 팀으로부터 러브콜을 받았으나, 우수한 선수들이 모인 명문 팀에서 최고가 되고 싶다는 목표 때문에 매탄중학교로 진학하였다.

## 구단 경력
부양초등학교, 수원 유스팀인 매탄중학교와 매탄고등학교를 졸업했으며, 2018 시즌 수원 삼성 블루윙즈에 입단하였다. 본인의 생일인 1999년 9월 9일에 맞추어 등번호는 99번으로 배정을 받았다. 

수원 삼성의 프리시즌 기간에 대학팀과의 연습경기에서 2경기 3골을 기록하면서 좋은 활약을 보여주었다. 2018년 1월 30일 AFC 챔피언스리그에서 FLC 타인호아 FC를 상대로 한 플레이오프 경기에서 후반 12분 임상협을 대신하여 교체 투입되며 프로 데뷔전을 치렀다. 2018년 4월 22일 인천 유나이티드와의 경기에서 전반 37분 1-0으로 뒤지고 있던 상황에서 헤딩으로 득점에 성공하면서 자신의 리그 데뷔전에서 프로 데뷔골을 기록했다.
2020시즌을 앞두고 상주 상무에 입대하였고, 2021년 6월 23일에 전역하여 수원으로 복귀하였다.

## 국가대표팀 경력
2016년 8월 일본의 히로시마에서 열린 히로시마 U-18 국제 청소년 축구 대회에 참가하는 대한민국 U-17 대표팀에 발탁되었고, 이 대회에서 3위로 마감하였다. 당해 12월에는 U-17 이스라엘 4개국 친선대회에 참가하여 세르비아와 이스라엘 팀과의 경기에 출전하였고, 최하위로 대회를 마무리했다.
2017년, 파주시에서 열린 2018년 AFC U-19 챔피언십 예선 경기에 참가하는 대한민국 U-20 축구 국가대표팀에 선발되었고, 3경기에 출장하여 동티모르를 상대로 1골을 기록하였다.
2018년 5월 프랑스의 포쉬르메르에서 열린 툴롱컵에 대한민국 U-19 축구 국가대표팀에 발탁되었고, 조별 리그 3경기 중 2경기에 출전하였다.
2018년 10월 인도네시아에서 개최된 2018년 AFC U-19 챔피언십에 국가대표로 발탁되었으며 해당 대회에서 총 5골을 넣는 활약을 보여주었다. 이 대회에서 대한민국 U-19 축구 국가대표팀은 결승전까지 올라갔으나 결승전에서 사우디아라비아에게 2-1 패배하며 준우승에 그쳤다. 하지만 전세진은 이 대회에서의 성과로 아시아축구연맹(AFC) 올해의 유망주상 후보 3인에 올랐다. 하지만 아쉽게 입상을 하는데는 실패 하였다. 하지만 2018년 12월 18일에 대한축구협회에서 수여하는 KFA 시상식에서 2018 올해의 영플레이어 상을 수상했다.
2019년 FIFA U-20 월드컵 본선 멤버로 선발되었다.

## 논란

### PSV 입단 소동
전세진은 2018 K리그 자유선발에서 수원 삼성 블루윙즈의 클럽 유스 우선 지명을 받아 수원 삼성 블루윙즈에 입단할 예정이었으나 구단 측과의 사전 협의 없이 네덜란드 팀 PSV 에인트호번에서 입단 테스트를 받았다는 사실이 드러나 논란이 되었다. 그러나 이후 전세진은 수원 삼성 블루윙즈의 서정원 감독과 박창수 단장의 설득 끝에 유럽 진출의 기회를 나중으로 보류하는 쪽으로 마음을 돌렸고, 수원 삼성 블루윙즈에 공식 입단하면서 사건은 일단락 되었다.

## 수상

### 구단
수원 삼성 블루윙즈
- FA컵 : 우승  (2019)

김천 상무
- K리그2 : 우승 (2021)

### 국가대표팀
대한민국 U-20
- AFC U-20 아시안컵 : 준우승 (2018)
- FIFA U-20 월드컵 : 준우승 (2019)

### 개인
- KFA 올해의 영플레이어상: 2018
- K리그1 이달의선수상 : 2025년 4월, 2025년 5월